# Alaska Airlines

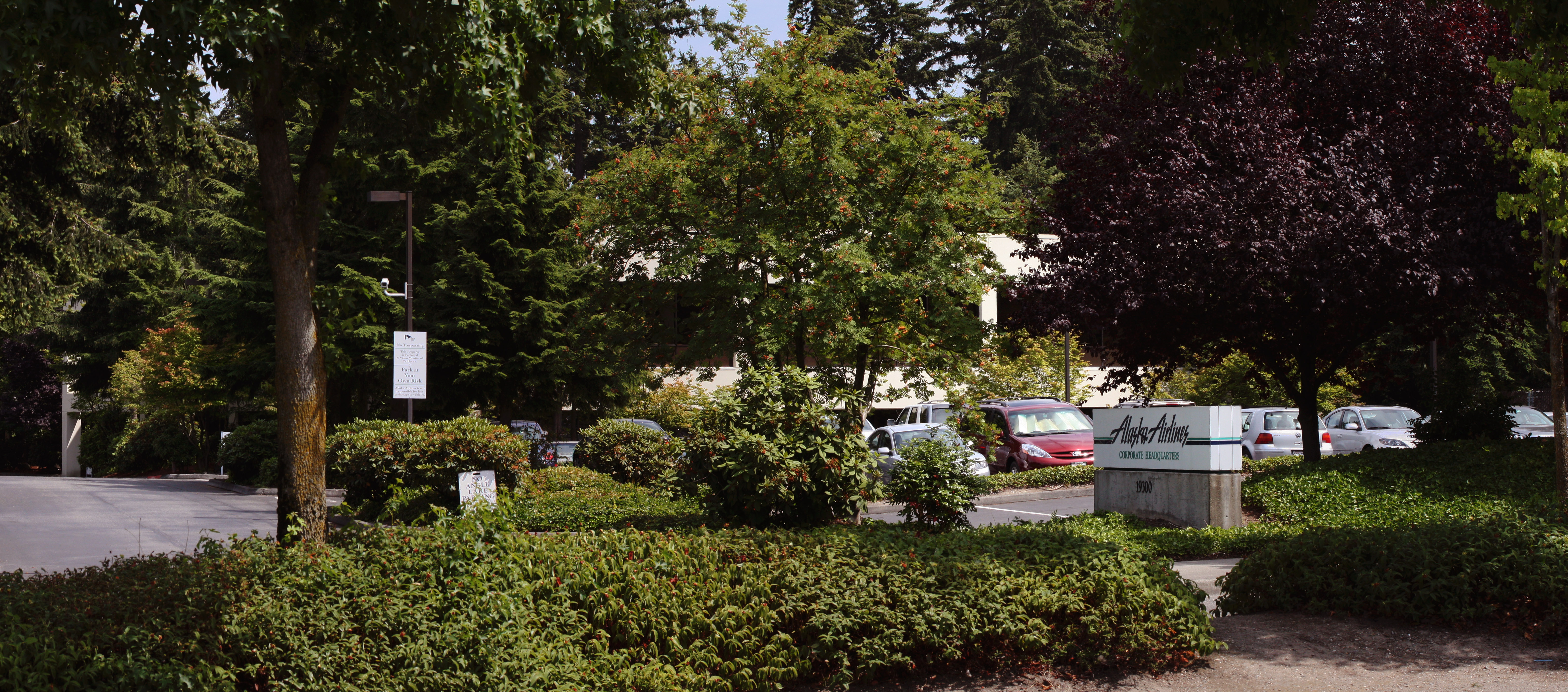
Штаб-квартира авіакомпанії Alaska Airlines в Сітак (штат Вашингтон)

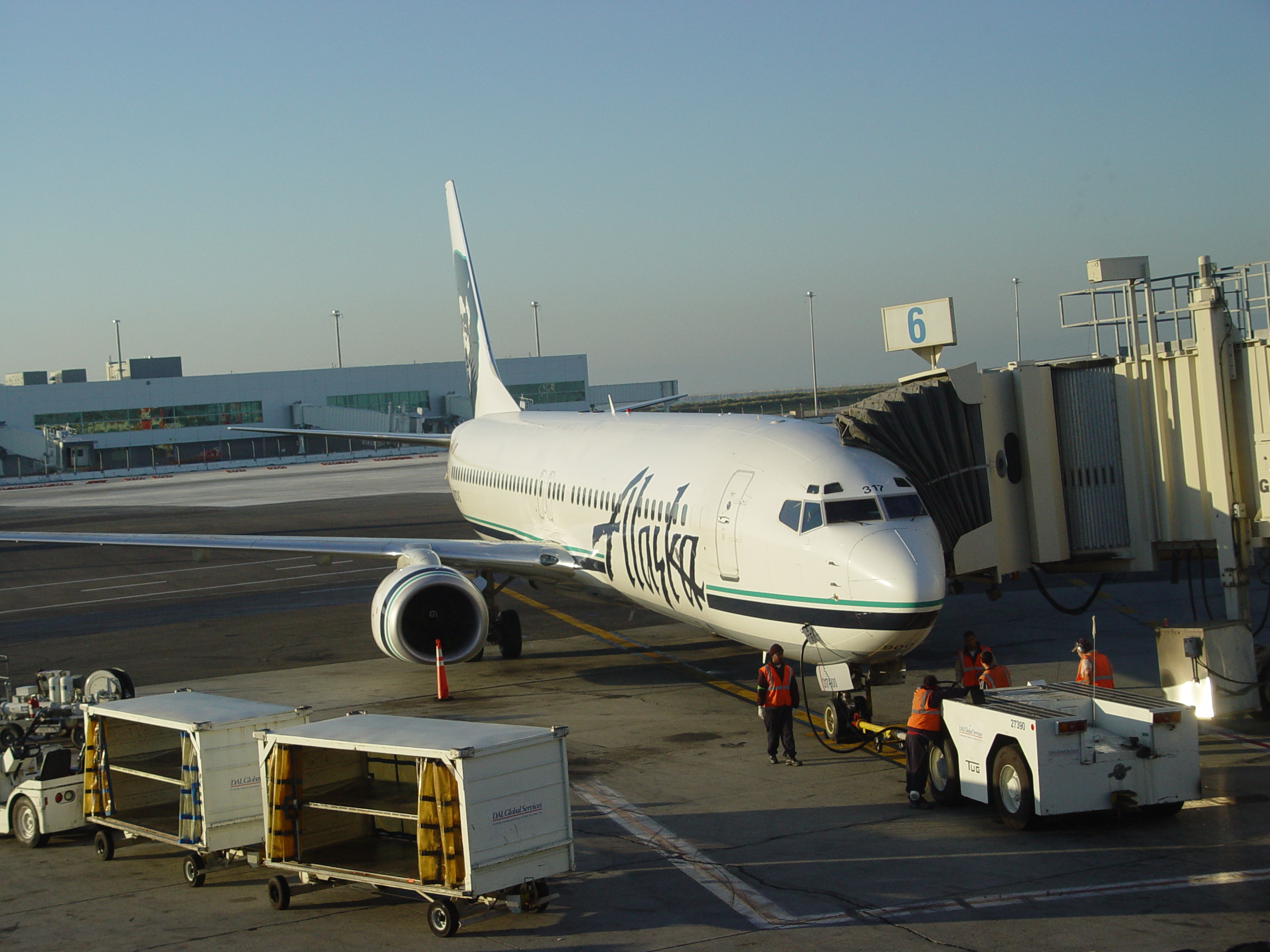
Boeing 737-900 Alaska Airlines в Міжнародному аеропорту Окленда. Компанія стала першим оператором даного типу літаків

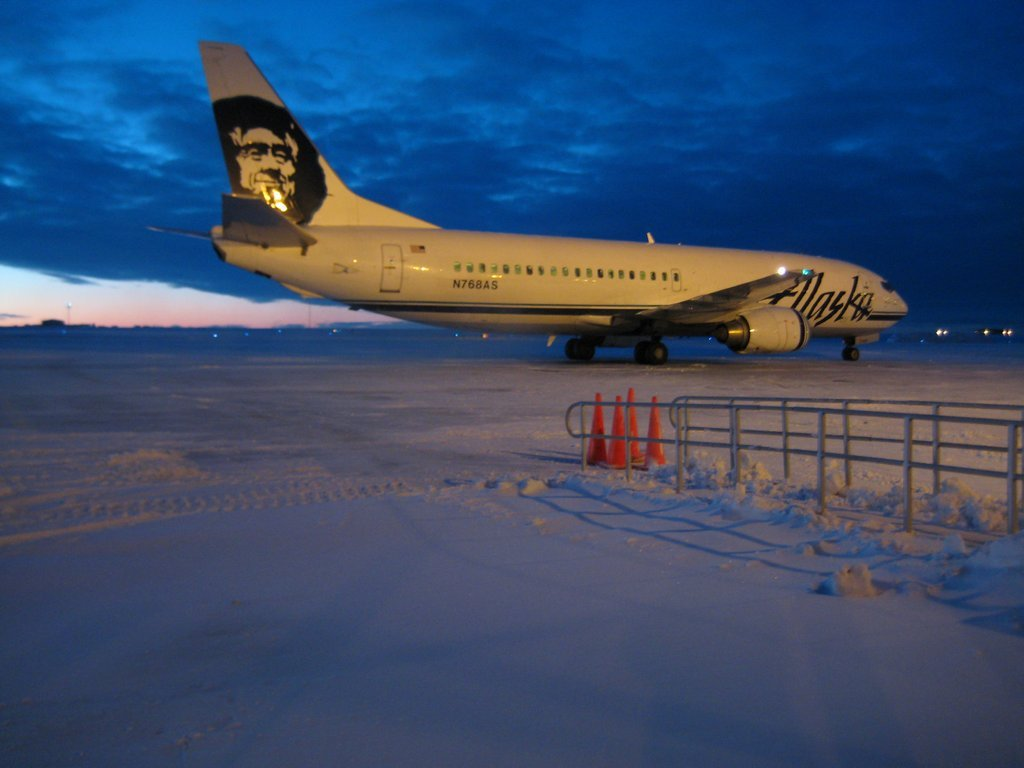
Boeing 737-400 (комбінований) авіакомпанії Alaska Airlines в Аеропорту імені Тварюки Поста-Вілла Роджерса, Барроу (штат Аляска)

Alaska Airlines, (NYSE: ALK) — магістральна авіакомпанія Сполучених Штатів Америки зі штаб-квартирою в Сітеку, передмісті Сіетла (штат Вашингтон), США.
Як свої головні транзитні вузли (хаби) авіакомпанія використовує Міжнародний аеропорт Сіетл/Такома і Міжнародний аеропорт Анкоридж імені Теда Стівенса, додаткові хаби знаходяться в Міжнародному аеропорту Портленд і Міжнародному аеропорту Лос-Анджелеса.

## Історія
Історія Alaska Airlines сходить до невеликої авіакомпанії McGee Airways, яка в 1932 році відкрила перше регулярне повітряне сполучення між Анкориджем і Брістольським затокою, виконуючи рейси на тримісному літаку виробництва фірми Stinson Aircraft Company. На початку 1940-х років компанія розширює свою діяльність у штаті Аляска, в 1942 році змінює свою назву на Alaska Star Airlines, а в 1944-му — на нинішню Alaska Airlines. На думку деяких експертів, нову назву компанії істотно підвищило її впізнаваність і, відповідно, конкурентоспроможність у бізнесі авіаперевезень штату Аляска.
До 1961 році Alaska Airlines повністю оновила парк повітряних суден, замінивши турбогвинтові літаки на реактивні лайнери Convair 880. Після прийняття Закону 1978 року про дерегулювання повітряних перевезень великі авіакомпанії країни були змушені піти з ринку місцевих повітряних авіасполучень, у зв'язку з чим для забезпечення перевезень між населеними пунктами Аляски в 1981 році була заснована регіональна авіакомпанія Horizon Air. У 1985 році на базі авіакомпанії був створений авіаційний холдинг Alaska Air Group, який роком пізніше поглинув регіональних перевізників Horizon Air і Jet America Airlines.

## Маршрутна мережа
Маршрутна мережа авіакомпанії Alaska Airlines охоплює понад 92 міст в Сполучених Штатах, Канаді і Мексиці. З кінця 1960-х років компанія виконувала чартерні перевезення на Далекий Схід СРСР, а в 1988 році здійснила так званий «Рейс Дружби» в селище Провидіння, ознаменувавши тим самим відкриття повітряного кордону між Радянським Союзом і США. З 1991 року Alaska Airlines виконувала літаками MD-80 регулярні пасажирські рейси в міста російського Далекого Сходу, однак, в 1998 році була змушена призупинити польоти з причини економічної кризи в Росії.
Alaska Airlines історично стала найбільшим авіаперевізником західного узбережжя США і штату Аляска з сильною маршрутною мережею в Сіетлі, Портленді, Області затоки Сан-Франциско і Великою області Лос-Анджелеса, при цьому в двох останніх областях авіакомпанія працює у всіх великих аеропортах кожного з дев'яти районів агломерацій.
У 1999 році у флот Alaska Airlines почали надходити нові лайнери Boeing-737 Next-Generation і авіакомпанія стала вводити регулярні рейси з більшою дальністю польотів. У 2000 році відкрився маршрут між Анкориджем і Чикаго, а в наступному році авіакомпанія отримала від Міністерства транспорту США виключні права на слоти безпосадкових рейсів з Сіетла в Національний аеропорт Вашингтона. Даний маршрут згодом був припинений на один рік у зв'язку з подіями 11 вересня 2001 року, а у 2004 році відкрився ще один прямий маршрут до Вашингтона з Міжнародного аеропорту Лос-Анджелеса.
З 2002 року авіакомпанія послідовно відкривала регулярні рейси в Орландо (2002), Маямі (2002), Ньюарк (2002), Бостон (2003) та Даллас. У жовтні 2007 року маршрутна мережа перевізника покрила Гавайські острови і в даний час пов'язує аеропорти Гонолулу, Ліхуе, Кахулуї і Коні в Сіетлі і аеропорти Гонолулу і Кахулуї з Міжнародним аеропортом Анкоріджа імені Теда Стівенса. Компанія також виконує на Гаваї ряд регулярних рейсів з інших своїх хабів в аеропортах Портленда і Окленда. У 2009 році Alaska Airlines запустила постійні маршрути з Сіетла в Міжнародний аеропорт Міннеаполіс/Сент-Пол, Аеропорт Кона і Міжнародний аеропорт Остін. 23 вересня 2009 року відкрився новий рейс з Сіетла в Аеропорт Х'юстон Інтерконтинентал, рівно через місяць ще один рейс Київ-Міжнародний аеропорт Хартсфілд-Джексон (Атланта), а в середині листопада того ж року — відразу два рейси з Окленда в Кахулуї і Кону (Гавайські острови). 10 листопада 2009 року авіакомпанія оголосила про заплановане на березень 2010 року відкритті безпосадкових маршрутів з Міжнародного аеропорту Сан-Хосе в аеропорти Закони і Кахулуї і рейси з Міжнародного аеропорту Сакраменто в Кахулуї. Перераховані рейси в Окленді, Сакраменто, Коні і Кахулуї є певним нонсенсом в авіаційній індустрії Сполучених Штатів, де до теперішнього часу закріпилася правило, що полягає в зосередженні маршрутних мереж авіакомпаній за принципом «колеса і спиць» навколо їх головних і вторинних транспортних вузлів (хабів). Незважаючи на ряд труднощів і економічних проблем в авіаційній галузі з початку XXI століття, авіакомпанії Alaska Airlines показує впевнене зростання власного маршрутної мережі, що становить близько 40 відсотків за останнє десятиліття.
Авіакомпанія Alaska Airlines входить в авіаційний холдинг Alaska Air Group, при цьому маршрутні мережі всіх перевізників холдингу тісно інтегровані один з одним на магістральних, регіональних та місцевих напрямках.
Alaska Airlines не входить ні в один з глобальних авіаційних альянсів пасажирських перевезень, однак має партнерські угоди з низкою авіакомпаній з трьох основних авіаальянси. Умови бонусної програми «Mileage Plan» заохочення часто літаючих пасажирів Alaska Airlines поширюються на рейси авіакомпаній Delta Air Lines, Korean Air, Air France/KLM альянсу SkyTeam, American Airlines, British Airways, Cathay Pacific, Qantas альянсу Oneworld і інші. Alaska Airlines також працювала в партнерську угоду з магістральної авіакомпанія Continental Airlines аж до виходу її з альянсу SkyTeam і вступу 25 жовтня 2009 року в глобальний альянс авіаперевізників Star Alliance.

## Флот
Станом на листопад 2016 року повітряний флот авіакомпанії Alaska Airlines складався тільки з літаків, середній вік літаків становить 8,2 років.

## Послуги і сервіс

### Зали очікування Board Room
Авіаційний холдинг Alaska Air Group використовує власну торгову марку «Board Room» для позначення власних залів очікування в аеропортах. В даний час зали «Board Room» розташовані у шести аеропортах західного узбережжя: Анкориджі, Лос-Анджелесі, Портленді, Сан-Франциско, Сіетлі та Ванкувері. Пасажири — члени програми «Board Room» можуть використовувати сервіс програми «SKY CLUB» авіакомпанії Delta Air Lines в аеропортах по всій країні. Умови вступу в програму «Board Room» перебувають в досить широкому діапазоні вибору: від одноденного сервісу, разова ціна за яким становить 30 доларів США, до 850 доларів за безперервне членство в програмі протягом трьох років. Пасажири, що мають статус «MVP» (див. нижче) отримують 50% знижку на тарифи вступу в програму «Board Room», а пасажири зі статусом «MVP Gold» зовсім звільняються від вступних внесків в даній програмі. Тим не менш, обидві категорії привілейованих пасажирів не звільняються від щорічних членських внесків.

### Програма Mileage Plan
Холдинг Alaska Air Group має власну бонусну програму заохочення часто літаючих пасажирів «Mileage Plan», що поширюється на авіакомпанії Alaska Airlines і Horizon Air холдингу, а також на пасажирів авіакомпаній-членів глобальних авіаційних альянсів Oneworld (American Airlines, British Airways, Cathay Pacific, LAN Airlines, Qantas), SkyTeam (Air France, Delta Air Lines, Northwest Airlines), а також на пасажирів компаній Air Pacific, Era Aviation, Frontier Alaska, Mokulele Airlines і PenAir. Отримання статусу «MVP» і «MVP Gold» автоматично дають право на використання вищих привілеїв програми «Mileage Plan».
Бонусна програма не передбачає членських внесків, вступ до неї відбувається автоматично при досягненні пасажиром певного нальоту протягом 24-х останніх місяців. Більш того, якщо протягом дев'яти місяців після набрання пасажира в «Mileage Plan» їм не накопичується необхідних миль польотів або протягом 24-х місячного періоду не відбувається польотів взагалі, членство в бонусній програмі автоматично анулюється.

### MVP і MVP Gold
Програми «MVP» і «MVP Gold» є бонусними програмами заохочення часто літаючих пасажирів вищого рівня і засновані на розрахунках польотів пасажирів протягом останнього календарного року. У числі стандартних привілеїв пасажири — члени програм «MVP» і «MVP Gold» не сплачують вступні внески в «Board Room», мають повні привілеї бонусної програми «Mileage Plan», що нараховуються додаткові милі, безкоштовні польоти, пріоритети на реєстрацію квитків і посадці в літак і можливість поліпшення класу перельоту.

#### MVP
Пасажир досягає статусу «MVP» у разі накопичення ним 20 тисяч миль на рейсах Alaska Airlines і Horizon Air, або 25 тисяч миль на рейсах Alaska Airlines, Horizon Air, American Airlines, Delta Air Lines, KLM, Air France, LAN Airlines і Northwest Airlines, або іншими комбінаціями польотів на рейсах авіакомпаній, з якими у Alaska Airlines укладені партнерські код-шерінгові угоди. Пасажири-власники статусу «MVP» за 48 годин до вильоту мають право поліпшити клас комфортності польоту з економічного до першого класу за рахунок накопичених миль в бонусних програмах.

#### MVP Gold
Золотий статус «MVP Gold» присвоюється пасажирам при накопиченні 40 тисяч миль на рейсах Alaska Airlines і Horizon Air, або 50 тисяч миль на рейсах Alaska Airlines, Horizon Air, American Airlines, Delta Air Lines, KLM, Air France, LAN Airlines, Northwest Airlines, або 60 польотів в одному напрямку, або іншими варіантами в комбінації з бонусною програмою «Mileage Plan». Членство в «MVP Gold» дає право на 100%-ний бонус у додаткових милях, пріоритет на реєстрації в Перший клас, пріоритетне право на посадку у літаки Alaska Airlines і Horizon Air. Пасажири, що мають статус «MPV Gold», можуть підвищити клас обслуговування свого квитка з Y, S, B, M, H до рівня Першого класу в будь-який час, до більш низьких рівнів — за 72 години до вильоту свого рейсу. Протягом 12 місяців власникам «MVP Gold» надається 4 безкоштовних можливості підвищити клас обслуговування і для своїх знайомих, які не є членами даної програми. Бонус на 50 тисяч миль надається власникам статусу «MVP Gold», які накопичили 75 тисяч миль на рейсах вищеперелічених авіакомпаній, або пасажирам, яка вчинила даними компаніями сто польотів в один пункт призначення.

### Харчування на борту
Пасажирам салонів першого класу під час польоту надається безкоштовне харчування або легкі закуски, в залежності від протяжності рейсу. У 2006 році авіакомпанія анонсувала власну програму «Northern Bites» на рейсах більше трьох годин і на всіх трансконтинентальних рейсах, в рамках якої пасажири можуть замовляти власне меню харчування протягом польоту. В рамках цієї ж програми авіакомпанія пропонує різноманітні стандартні набори «Picnic Packs» на всіх своїх рейсах, незалежно від їх протяжності та напрямки польотів.

### Система розваг
- Авіакомпанія Alaska Airlines визнана Міжнародною асоціацією сфери розваг на повітряному транспорті як перший авіаперевізник, який випустив у жовтні 2003 року систему розваг у польоті, яка ґрунтувалася на переносних жорстких дисках аудіо і відео по запитом , і забезпечувала трансляцію різних фільмів, аудіозаписів і телевізійних програм[27]. Технічний пристрій digEplayer було придумано і розроблено колишнім вантажником багажу (згодом співвласником авіакомпанії Mokulele Airlines) Біллом Бойером молодшим[28][29][30].
- Сервіс digEplayer доступний на більшості дальніх рейсів авіакомпанії, при цьому пасажири першого класу користуються даною послугою безкоштовно, пасажири інших класів можуть користуватися сервісом системи розваг за окрему плату[31].

### Інтернет на борту
У 2009 році авіакомпанія почала процедуру випробування надання на власних рейсах послуг широкосмугового доступу в мережу Інтернет.

## Партнерські угоди

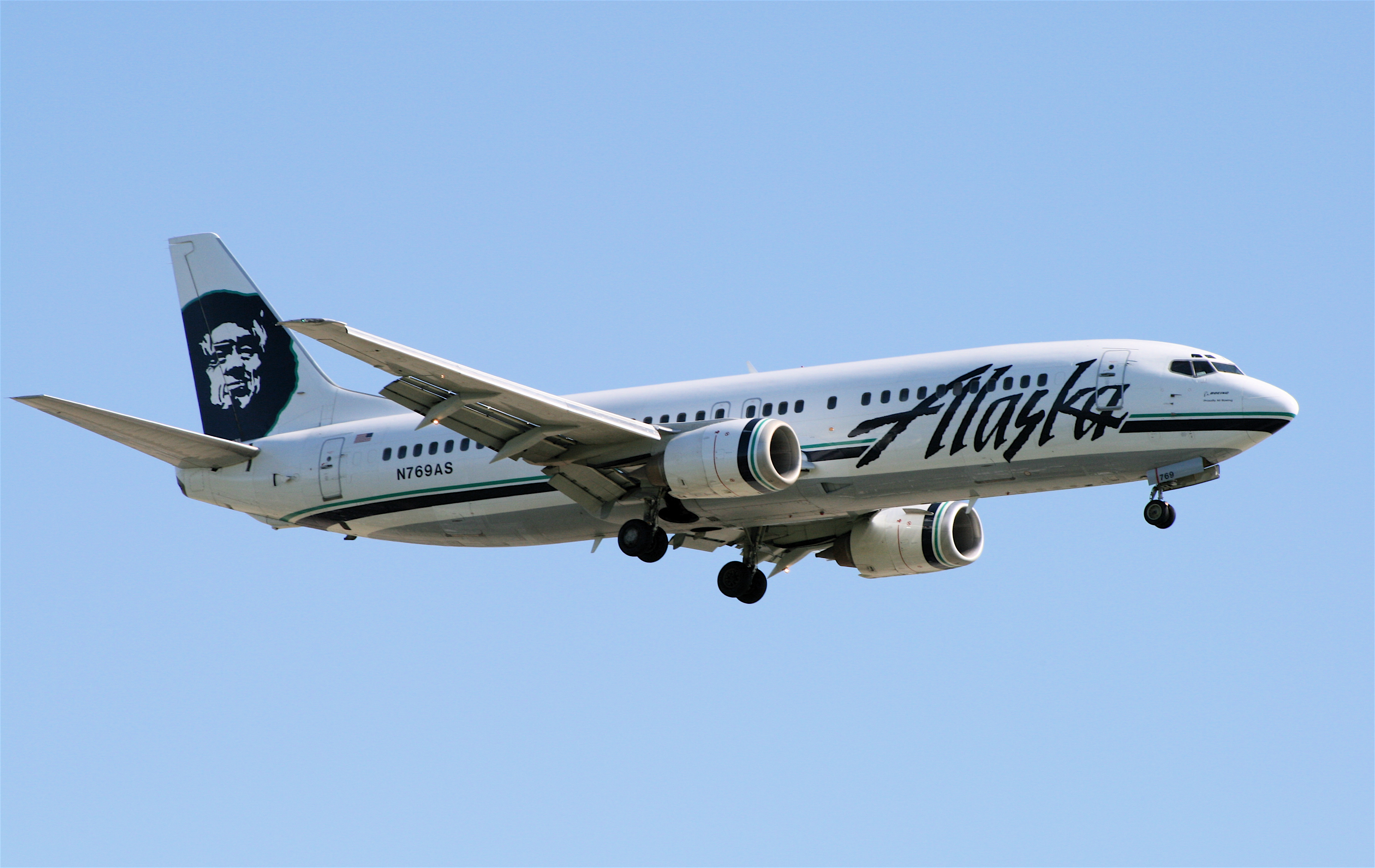
Boeing 737-400 Alaska Airlines в заході на посадку в Міжнародному аеропорту Ванкувера

Alaska Airlines не входить ні в один альянс пасажирських перевезень, однак має код-шерінгові угоди з низкою авіакомпаній США та інших країн світу. В даний час партнерські договори підписані з авіакомпаніями American Airlines, Delta Air Lines, Northwest Airlines, PenAir, Era Aviation, що базуються на Гавайських островах регіональним перевізником Mokulele Airlines і працює під його брендом авіакомпанією Shuttle America.
У числі партнерів Alaska Airlines також знаходяться такі великі авіакомпанії, як Air France-KLM, Air Pacific, British Airways, Cathay Pacific, Korean Air, LAN Airlines, Qantas і V Australia.
8 липня 2008 року Alaska Airlines уклала код-шерінговий договір з авіакомпанією Frontier Flying Service, що входить в авіаційний холдинг Frontier Alaska. Договір набув чинності восени того ж року.
У жовтні 2008 року було оголошено про те, що з початку 2009 року рейси авіакомпаній Alaska Airlines і Horizon Air будуть включені в єдину тарифну політику Global Explorer глобального альянсу пасажирських перевезень Oneworld.
У листопаді 2008 року керівництво авіакомпанії оголосив про взаємні з магістральним перевізником Delta Air Lines наміри щодо встановлення довгострокових партнерських відносин між авіакомпаніями в рамках подальшого розвитку партнерства між Alaska Airlines і Northwest Airlines, яка до середини 2010 року повинна повністю увійти до складу Delta Air Lines. Частиною цієї угоди стало надання пасажирам-членам бонусних програм «Delta Crown Room» (Delta Air Lines) і «WorldClub» (Northwest Airlines) повних привілеїв у залах підвищеної комфортності «Board Room» компанії Alaska Airlines в міжнародних аеропортах Анкориджа, Сієтлі, Лос-Анджелеса, Портленда, Сан-Франциско і Ванкувера. У свою чергу, пасажири-члени програми «Board Room» отримали право обслуговування в залах підвищеного комфорту програм «Delta Crown Room» і «WorldClub». Згодом керівництво Delta Air Lines заявило про злиття інфраструктури своєї програми з програмою «WorldClub» і створення на їх базі абсолютно нової бонусної програми «Delta Sky Club». Іншою головною частиною партнерської угоди стало визнання до кінця 2009 року загальних бонусів за накопиченим миль пасажирів-членів відповідних програм Delta SkyMiles і Mileage Plan обох авіакомпаній.
У травні 2009 року Alaska Airlines підписала ще один договір про партнерство з авіакомпанією Air Pacific, що базується на островах Фіджі.

## Лівреї літаків

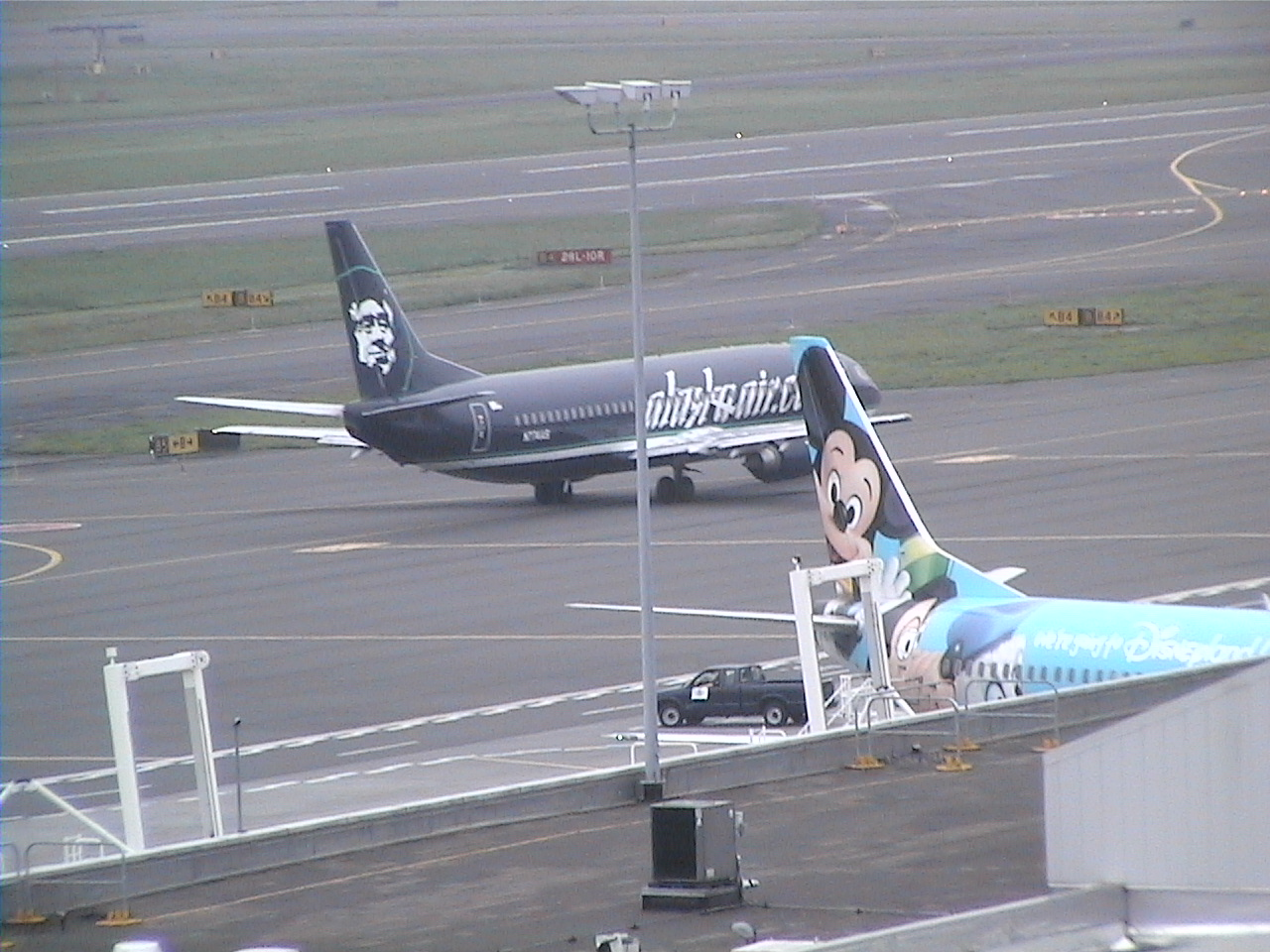
Літаки «alaskaair.com» і «Spirit of Disneyland» в Міжнародному аеропорту Портленда

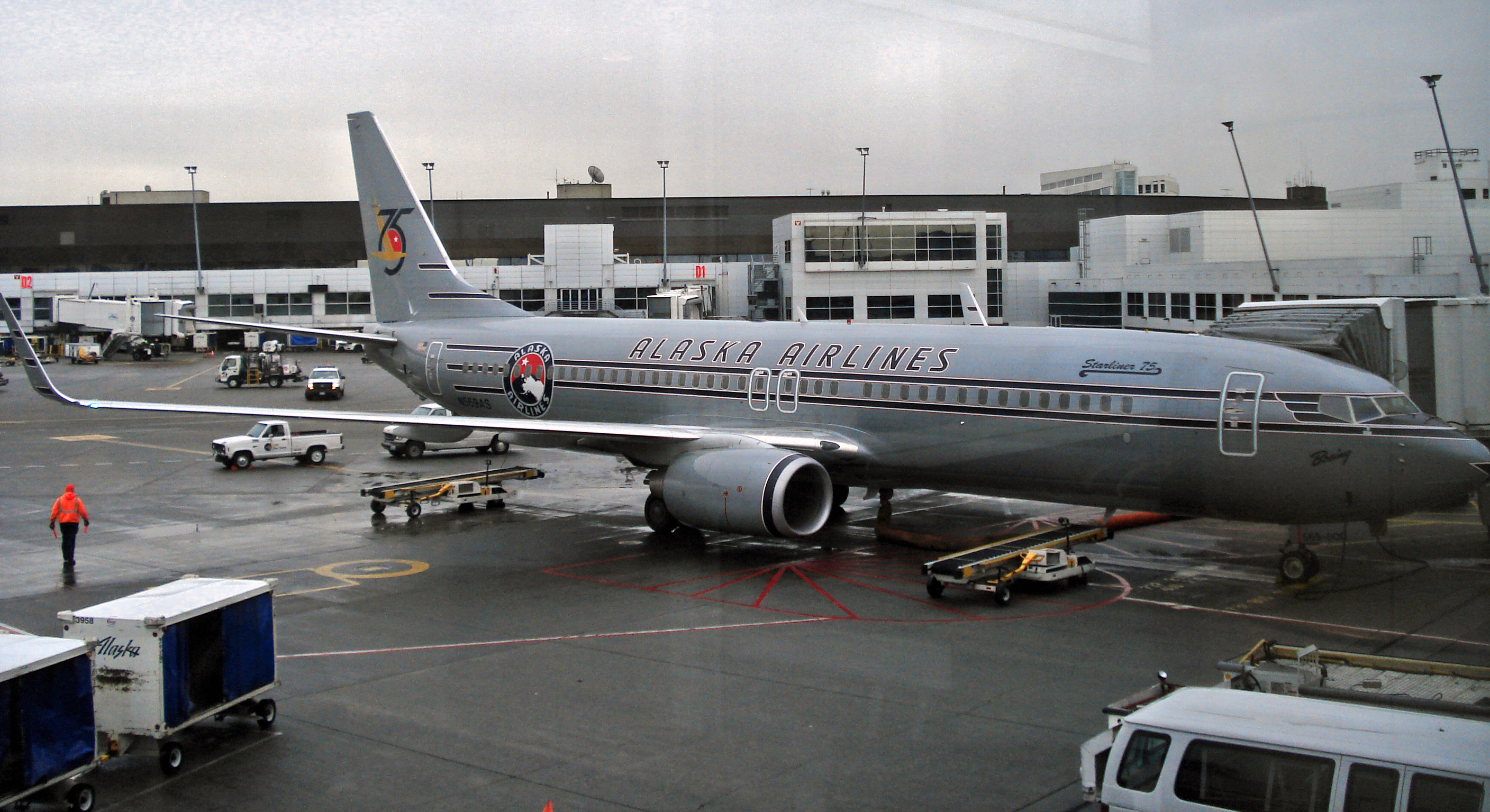
Boeing 737-800 в лівреї, присвяченій 75-річчю авіакомпанії, в Міжнародному аеропорту Сіетл/Такома, 2009 рік

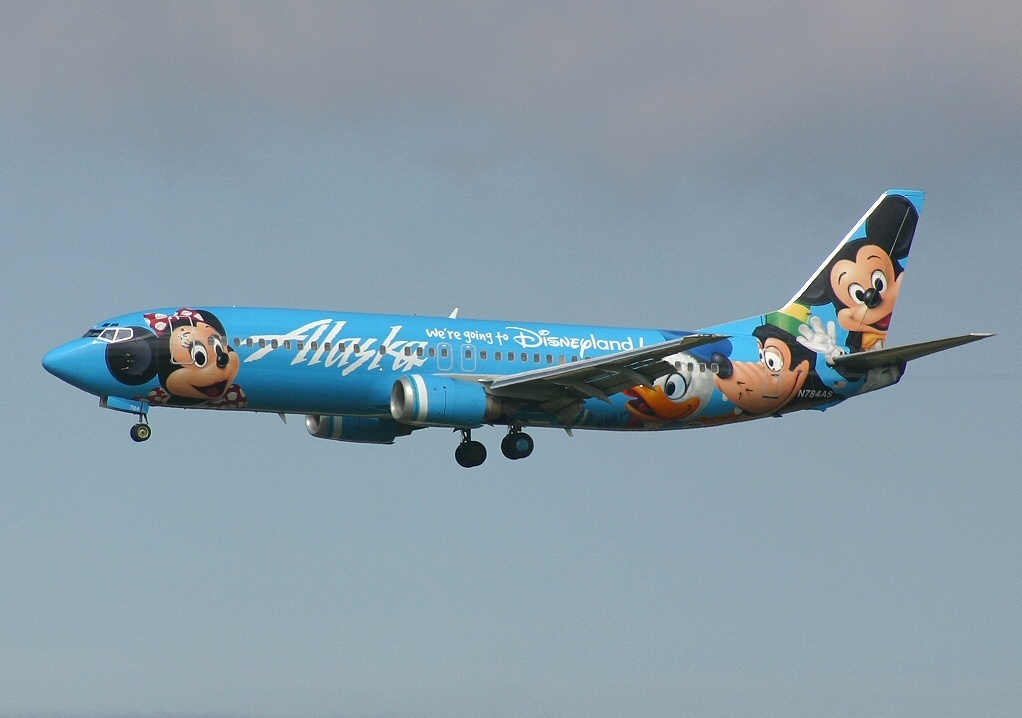
Boeing 737-400 «Дух Діснейленду» в міжнародному аеропорту Сіетл/Такома

Спочатку дизайн лівреї літаків Alaska Airlines включав в себе фігурну розпис золотим кольором слова «ALASKA» на хвостах лайнерів. З кінця 1970-х до початку 1980-х років до розфарбуванні було додано зображення особи корінного жителя Аляски, яке використовується в дизайні літаків авіакомпанії і в даний час. У 1988 році керівництво компанії найняло дизайнерську фірму для розробки нової лівреї своїх лайнерів, в результаті чого з'явилося стилізоване зображення гірської гряди штату Аляска, що замінило зображення особи ескімоса на хвостах літаків. Через деякий час авіакомпанія повернулася до свого колишнього оригінальному дизайну, оскільки нова лівреї викликала масове невдоволення корінних жителів Аляски.
В даний час більшість повітряних суден авіакомпанії пофарбовані в білий колір з товстою чорною і тонкою блакитною смугами вздовж всього корпусу, стилізованим написом «Alaska» по обидва боки літака і портретом корінного жителя Аляски (ескімоса) на вертикальних стабілізаторах лайнерів. Авіакомпанія також використовується кілька спеціальних дизайнів фюзеляжів на кількох своїх літаках:
- два лайнери Boeing 737-400 пофарбовані в колірну схему корпорації Діснея:
  - «Magic of Disneyland» із зображенням казкової феї Дінь-Дінь, лівреї створена в честь святкування 50-річчя Діснейленду. Реєстраційний номер літака — N791AS,
  - «Spirit of Make-A-Wish». Лівреї створена спільно з некомерційним фондом медичної допомоги дітям Make-a-Wish Foundation і несе зображення джина з діснеївського мультфільму Аладдін 1992 року випуску. Реєстраційний номер літака — N706AS;
- лайнер Boeing 737-400 з реєстраційним номером N792AS розфарбований у вигляді гігантського лосося і в авіаційній індустрії відомий, як «Лосось-Тридцять-Лосось»;
- у лівреї літака Boeing 737-800 (реєстраційний номер N548AS) застосовано ефект зворотного колірної схеми, в якій все зображення (крім портрета ескімоса на вертикальному стабілізаторі) відображено в негативі по відношенню до основної колірної схемою. З боків фюзеляжу літака підпис «alaskaair.com»;
- літак Boeing 737-800 з реєстраційним номером N569AS, який називають «Старлайнер 75», розфарбований у кольори і має стиль найпершого логотипу авіакомпанії в честь святкування 75-річчя. Крім цього, на фюзеляжі під ілюмінаторами кабіни екіпажу намалював логотип концерну Boeing, застосовувався їм 75 років тому;
- на вертикальних стабілізаторах дев'ятнадцяти літаків Boeing 737-800 шию ескімоса прикрашає гавайські леї, підкреслюючи тим самим, що лайнери сертифіковані для польотів на Гавайські острови;
- Boeing 737-800 з реєстраційним номером N512AS має на корпусі напис «Spirit of Seattle» («Дух Сіетла») і являє собою комбінацію дизайнів ливрей Alaska Airlines і корпорації Boeing: сам фюзеляж пофарбований у кольори Boeing, а задня частина літака і вертикальний стабілізатор розфарбовані в стилі Alaska Airlines. Настільки незвичайна дизайнерська знахідка покликана підкреслити використання авіакомпанією тільки літаків корпорації Boeing, а також факт походження обох компаній з одного американського міста Сіетла (Boeing був заснований в Сіетлі і виконує остаточну збірку пасажирських літаків в його передмісті);
- лівреї лайнера Boeing 737-400 з реєстраційним номером N705AS містить зображення собачих упряжок каюрів, каное корінних жителів Аляски, вемведя, кита і написи «we're all pulling together» («Ми всі єдині») на честь 50-річного ювілею штату Аляска. Унікальний стиль лівреї, що отримав прізвисько «Дух державності Аляски», був створений 16-річною студенткою з Сіткі Ханною Гамберг[40];
- один Boeing 737-800 несе зображення американського ковзаняра Аполо Оно, як «народну підтримку» спортсмена на майбутніх Зимових Олімпійських іграх 2010 року;
- лівреї літака Boeing 737-900 з реєстраційним номером N318AS зображує Міккі-Мауса та інших відомих персонажів диснеївських мультфільмів. Літак в своєму роді замінив собою виведений в кінці листопада 2009 року з експлуатації Boeing 737-400 «Дух Діснейленду» і отримав неофіційне прізвисько «Дух Діснейленду II».

## Авіаподії і нещасні випадки
- 5 квітня 1976 року, літак Boeing 727-81 (реєстраційний N124AS), що слідував рейсом 60 з Джуно в Кетчікан, при здійсненні посадки в аеропорту призначення вийшов за межі злітно-посадкової смуги. КВС прийняв невірне (оскільки захід на посадку йшов у штатному режимі) рішення піти на друге коло, що призвело до приземлення лайнера за контрольною точкою ЗПС зі швидкістю, що перевищує максимально допустиму при посадці літака B-727. Один пасажир помер від серцевого нападу, решта 53 знаходилися на борту літака залишилися живі[41].
- 13 березня 1990 року, лайнер Boeing 727-227 (реєстраційний N271AF), що виконував рейс з Фінікса в Тусон під час виконання зльоту збив людину на злітно-посадковій смузі. За непідтвердженими даними загиблий був пацієнтом що знаходиться поблизу аеропорту психіатричної лікарні. Яким чином він потрапив на ЗПС 26L (в даний час — 25R) аеропорту комісії з розслідування причин інциденту, з'ясувати не вдалося.

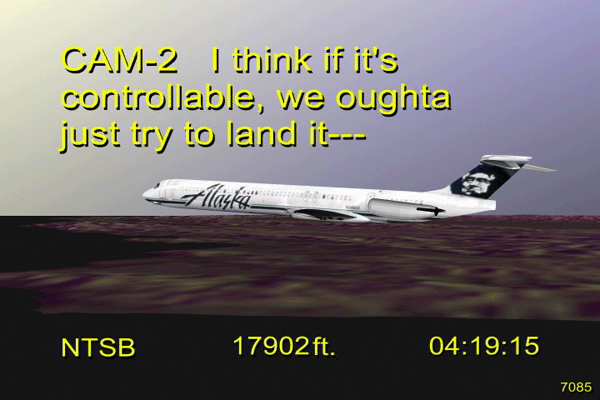
Реконструкція катастрофи літака рейсу 261 (реєстраційний номер N963AS)

- 26 грудня 2005 року, літак MD-83, який прямував регулярним рейсом 536 з Сіетла в Бербанк (Каліфорнія) був змушений повернутися в Міжнародний аеропорт Сіетл/Такома і здійснити аварійну посадку. Причиною інциденту стало отвір у фюзеляжі, в результаті чого літак втратив тиск всередині салону. Про постраждалих не повідомлялося. За словами прес-секретаря Національного агентства з безпеки на транспорті Джима Страсакера, пошкодження фюзеляжу літака заподіяли вантажники аеропорту Сіетла, перегружавшими багаж пасажирів у гейта аеровокзалу[42][43].
- 1 лютого 2013 року, літак Boeing 737, що прямував рейсом Лас-Вегас — Сіетл був змушений здійснити екстрену посадку в Портленді. Причиною таких дій стала втрата свідомості КВС. Виконання посадки здійснювалося поодинці другим пілотом.